# Комуністична партія Словаччини
Комуністична партія Словаччини (КПС; словац. Komunistická strana Slovenska) — комуністична партія в Словаччині, що діє з 1992 року.
Партію створено 29 серпня 1992 внаслідок злиття Комуністичної партії Словаччини — 91 та Союзу комуністів Словаччини, кожну з яких було створено колишніми членами Комуністичної партії, що існувала з 1939 року.
В 2002 році КПС єдиний раз в історії незалежної Словаччини потрапила до парламенту, маючи 11 депутатів. Після зменшення електоральних показників на виборах 2006 року новим головою партії було обрано 29-річного Йозефа Хрдличку.
КПС є спостерігачем в Партії європейських лівих.
Має молодіжну організацію — Союз соціалистическої молоді Словаччини.